# جين كولدن
جين كولدن (بالإنجليزية: Jane Colden)‏ (27 مارس 1724 – 10 مارس 1766) هي عالمة نباتات أمريكية، والتي قال عنها العالم آزا غراي عام 1843 أنها أول عالمة نباتات في الولايات المتحدة. ورغم أنها لم تحظى بالتقدير والاعتراف المستحق في الكتابات المتعلقة بعلم النبات، إلا أنه كان لها دورًا عظيمًا في تطبيق نظام لينيوس على الحياة النباتية في الولايات المتحدة. فقد أرسلت عدة خطابات إلى جون إليس والذي بعث بدوره رسالة إلى كارل لينيوس أفاد بها عن أعمال كولدن، وقال الأخير أنها تستحق الإشادة. ويؤكد فقهاء عصرها أنها كانت أول امرأة تعمل في مجال علم النبات في الولايات المتحدة. وكانت محل تقدير واحترام من قِبل عدة علماء بارزين مثل: جون برترام، وبيتر كولنسون، وألكسندر غاردن، وكارل لينيوس. وقد ذاع صيتها بفضل مخطوطتها التي لا تزال بدون عنوان، وفيها وصفت كولدن الحياة النباتية في منطقة نيويورك، ورسمت 340 نوعًا مختلفًا من تلك النباتات باستخدام الحبر.

## مطلع حياتها

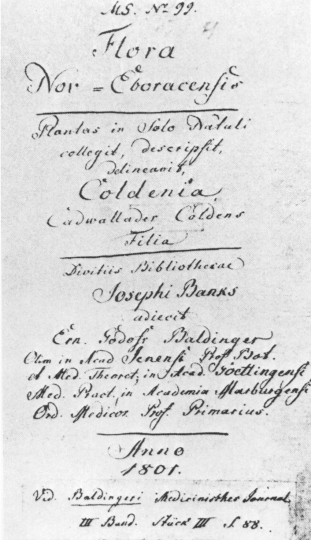
صفحة العنوان لمخطوطة كولدن في عام 1801.

ولدت كولدن في مدينة نيويورك، وهي الابنة الخامسة لكادوالدر كولدن، وهو طبيب تلقى تدريبه في جامعة إدنجبرة ثم انخرط في السياسة والإدارة عقب قدومه إلى الولايات المتحدة من سكتلندا عام 1718؛ وأليس كريستي كولدن، والتي كانت تعلم أطفالها بنفسها. وتلقت كولدن تعليمها في المنزل ودربها والدها على إتقان علم النبات مع إتباع نظام التصنيف الجديد الذي طوره كارل لينيوس. ثم كتب والدها خطابًا في عام 1755 إلى الدكتور جون فريدريك جرونوفيوس يشيد فيه بقدرات ابنته وقال فيه أن ابنته «تمتلك حبًا فطريًا للقراءة وولعًا بالفلسفة الطبيعية والتاريخ الطبيعي». وذكر في خطابه أن ابنته بدأت بالفعل في الاطلاع على وصف النباتات طبقًا لتصنيف لينيوس، وأنها قادرة على رسم أوراق النباتات باستخدام آلة الكبس والطباعة. وكان يسعى والدها من وراء هذا الخطاب أن يمنحها وظيفة عند دكتور جرونوفيوس عن طريق إرسال عينات من بذور النباتات.

## حياتها المهنية
وفي الفترة ما بين 1753 و1758 عكفت كولدن على كتابة دليل مفصل عن الحياة النباتية في نيويورك، وفيه قامت بجمع العينات والمعلومات الخاصة بما يزيد عن 300   نوع من النباتات من وادي نهر هدسون، وصنفتهم طبقًا لنظام لينيوس. وطورت أسلوبًا جديدًا في طباعة أشكال أوراق النبات بالحبر. وكذلك أتقنت مهارة الرسم التوضيحي، ورسمت 340 لوحة. وأضافت إلى بعض لوحاتها كذلك قصاصات من الحكايات الشعبية المتعلقة بالمنافع الطبية للنباتات الموضحة. وفي 10 يناير 1756 كتب بيتر كولنسون رسالة إلى جون برترام وقال فيها: «أرسلت ابنة صديقنا كولدن عدة لوحات وضحت فيها تشريح النباتات باستخدام طريقة لينيوس. وعلى حد معرفتي فهي أول امرأة تقدم على مثل هذا الفعل». وفي تلك اللحظة تم الاعتراف بكولدن كأول عالمة نباتات في الولايات المتحدة. وشاركت كولدن في مجتمع التاريخ الطبيعي حيث تبادلت البذور والنباتات مع هواة جمع النباتات من المستعمرات الأمريكية وأوروبا. وقد شجعتها تلك الجولات على السعي وراء دراسة علم النبات. فقد سمح لها والدها بمقابلة رواد الفلسفة الطبيعية في ذلك الوقت والتواصل معهم، ومن بينهم كارلوس لينيوس.
وفي عام 1756 اكتشفت كولدن نبتة الغاردينيا على اسم عالم النبات البارز ألكسندر غاردن. وفي مخطوطتها ذكرت كولدن أن نبتة الغاردينيا لا تقع تحت أي رتبة طبقًا لتصنيف لينيوس. وعلقت على وصف هذا النبات قائلة: «تتألف الحزمة الواحدة من ثلاثة عيدان فقط، وتحتوي قاعدة الزهرة عل ثلاثة أجسام بيضاوية الشكل، بالإضافة إلى القاعدة التي تلتصق بها البذور: فكل هذه الصفات تميز نبتة الغاردينيا عن العرن. وفي اعتقادي أن تلك النبتة لا تنتمي إلى نوع جديد فحسب، بل إنها تنتمي إلى رتبة جديدة لم يسبق ذكرها في تصنيف لينيوس». ولكن رُفض الاسم نظرًا إلى أن عالمًا آخر يدعى جون إليس أطلق اسم غاردينيا بالفعل على نبتة الغاردينيا الياسمينية، وكان له حق استخدام الاسم طبقًا لأعراف تسمية النباتات. فبالرغم من إنجازاتها الهامة، لم تحظى كولدن بأي اعتراف رسمي طيلة حياتها.
وفي أواخر التسعينات أُنشئت محمية نباتات تيمنًا بها في مدينة نيو ويندسور بالقرب من بيتها ومن مكان عملها.

## مخطوطة كولدن
ولم تطلق كوالدن اسمًا على مخطوطتها التي تضمنت مطبوعات أوراق النبات ووصف النباتات. وتُعرض مخطوطتها الأصلية حاليًا في المتحف البريطاني. وكانت تحتوي مخطوطتها على وصف مورفولوجيا الأزهار، والثمار، وهياكل النباتات، بالإضافة إلى كيفية استخدام النباتات في أغراض علاجية. وأضافت كذلك في بعض النصوص ميعاد إزهار النبات، والبيئة التي يتواجد فيها. ولم يكن الأمريكيون على علم بأعمال كولدن إلا بعد 75 سنة، وذلك حينما قالت ألميرا لينكون أنه كان هناك عالمة نبات أخرى من قبلها، وهي أول امرأة أمريكية تعمل في مجال علم النبات.
وتحتوي مخطوطة كولدن على صفحة عنوان لم تضفها كولدن في مخطوطتها الأصلية. فقد أضافها إرنست جوتفريد بالدينغر عام 1801، وهو أستاذ في جامعة جينا وماربورغ. وكُتب العنوان في بادئ الأمر باللاتينية «Flora Nov.-Eboracensis» (بالعربية: الحياة النباتية في نيويورك) ثم تُرجم إلى الإنجليزية.

## أواخر حياتها
تزوجت كولدن من الأرمل السكتلندي الدكتور ويليام فاركر في 12 مارس 1759. وتوفيت عند الولادة عقب زواجها بسبع سنين بعمر الحادي والأربعين، ثم مات طفلها أيضًا في ذات العام. ولا يوجد من الأدلة ما يشير إلى أنها استأنفت أعمالها بعد الزواج.